# Léopold Simoneau
Léopold Simoneau (3 de maio de 1916 - 24 de agosto de 2006) foi um tenor do Quebec, considerado pela Canadian Broadcasting Corporation como um dos melhores intérpretes do século XX das óperas de  Mozart.